# Prostemmiulus cubae
Prostemmiulus cubae är en mångfotingart som beskrevs av Chamberlin 1918. Prostemmiulus cubae ingår i släktet Prostemmiulus och familjen Stemmiulidae. Inga underarter finns listade i Catalogue of Life.